# Godenpijler (Nijmegen)

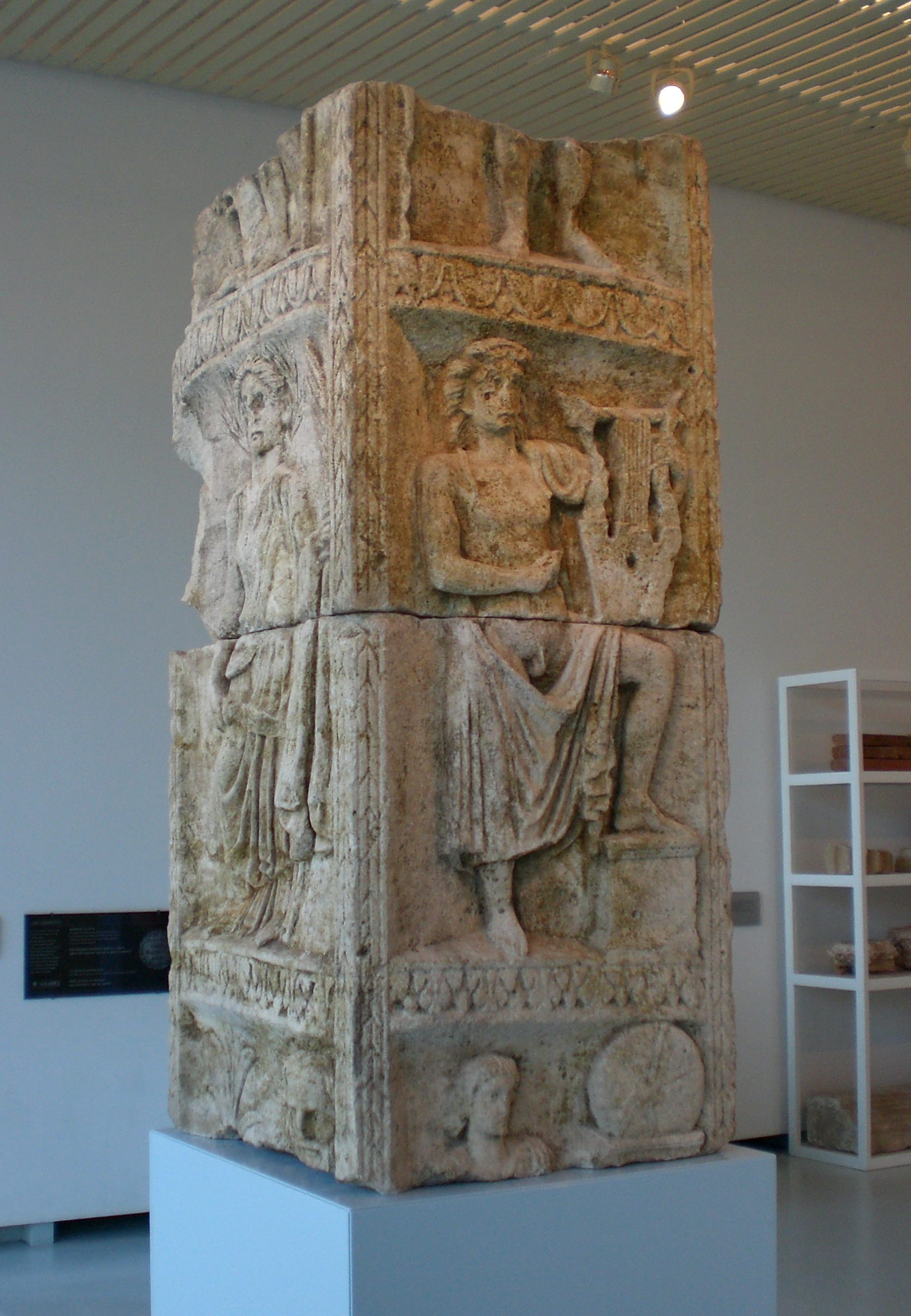
De Nijmeegse godenpijler in Museum Het Valkhof

De godenpijler van Nijmegen is een erezuil, waarschijnlijk gebouwd ter ere van de Romeinse keizer Tiberius. De zuil wordt tegenwoordig tentoongesteld in Museum Het Valkhof te Nijmegen.

## Achtergrond
Een deel van de zuil is in 1980 bij opgravingen gevonden op het huidige plein voor het museum, het Kelfkensbos. Van de zuil zijn twee losse blokken gevonden, die op elkaar geplaatst zijn. Oorspronkelijk hoorden er nog minstens twee andere blokken bij, maar die zijn nooit teruggevonden. Vermoedelijk werden de zware blokken van de godenpijler in de late oudheid gebruikt als fundering voor een nieuwe verdedigingswal en zijn ze zo bewaard gebleven.
Aan verschillende zijden van het monument bevinden zich reliëfs van Romeinse goden, zoals Apollo (op de foto hier rechts afgebeeld), Diana en Ceres. Op één zijde staat een man voor een altaar, met als opschrift TIBR CSAR ("Tib(e)r(ius) C(ae)sar"). Victoria, de godin van de overwinning, houdt een lauwerkrans boven zijn hoofd.
Aanleiding voor de oprichting van het monument door de Romeinen was waarschijnlijk het einde van een langdurige oorlog tegen de Germanen. Andere redenen kunnen zijn geweest de reorganisatie van de grensverdediging langs de Rijn door Tiberius, die tussen 10 en 12 n.Chr. in Germanië verbleef met de hoogste militaire rang, de verheffing van Tiberius tot keizer in 14 n.Chr. of de triomf van Germanicus in 17 n.Chr.

## Discussie over historie Nijmegen

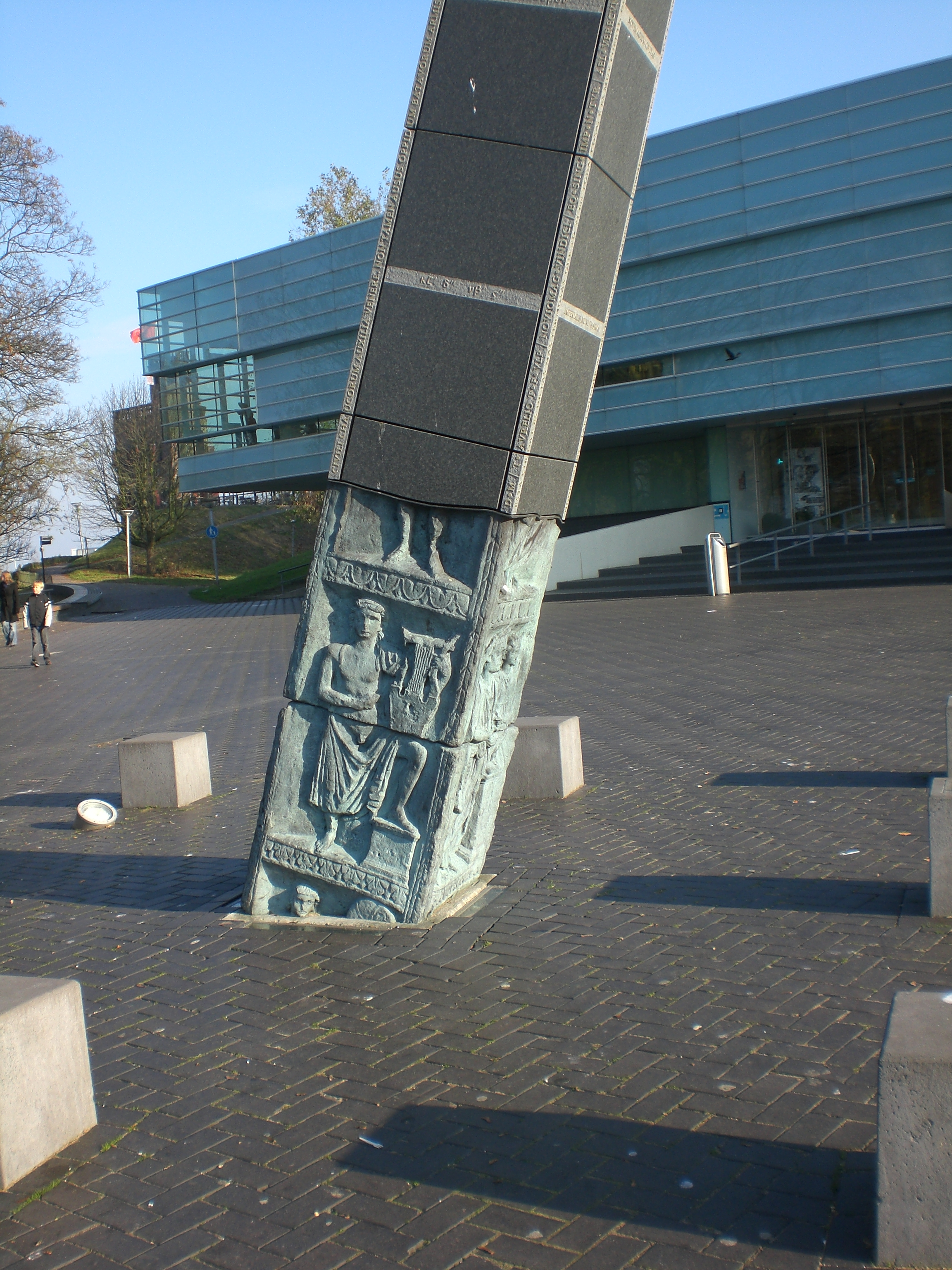
Zonnewijzer "Noviomagus" op het plein voor het museum

- De Nijmeegse godenpijler speelt een centrale rol in de discussie over de vraag of Nijmegen (destijds Ulpia Noviomagus Batavorum ) als de oudste stad van Nederland kan worden aangewezen. De voormalige Maastrichtse stadsarcheoloog (tevens alumnus van de Katholieke Universiteit Nijmegen) Titus Panhuysen, noemde in 2002 in een publicatie voor de vrienden van Museum Het Valkhof de godenpijler "een van Nijmegens historische kroonjuwelen" en "een monument dat met de vroegste stichting van de stad in verband gebracht kan worden". Deze laatste uitspraak werd door sommigen gezien als bewijs dat Nijmegen inderdaad de oudste stad van Nederland is. Panhuysen zelf ontkent zijn uitspraken op die manier bedoeld te hebben.[1]

## Kunstwerk Noviomagus
De godenpijler vormde de inspiratie voor het kunstwerk Noviomagus, de zonnewijzer op het plein voor Museum Het Valkhof, op de plek waar de stenen in 1980 gevonden zijn. De zonnewijzer is een werk van de graficus Rutger Fuchs en de beeldhouwer Ram Katzir.

## Afbeeldingen

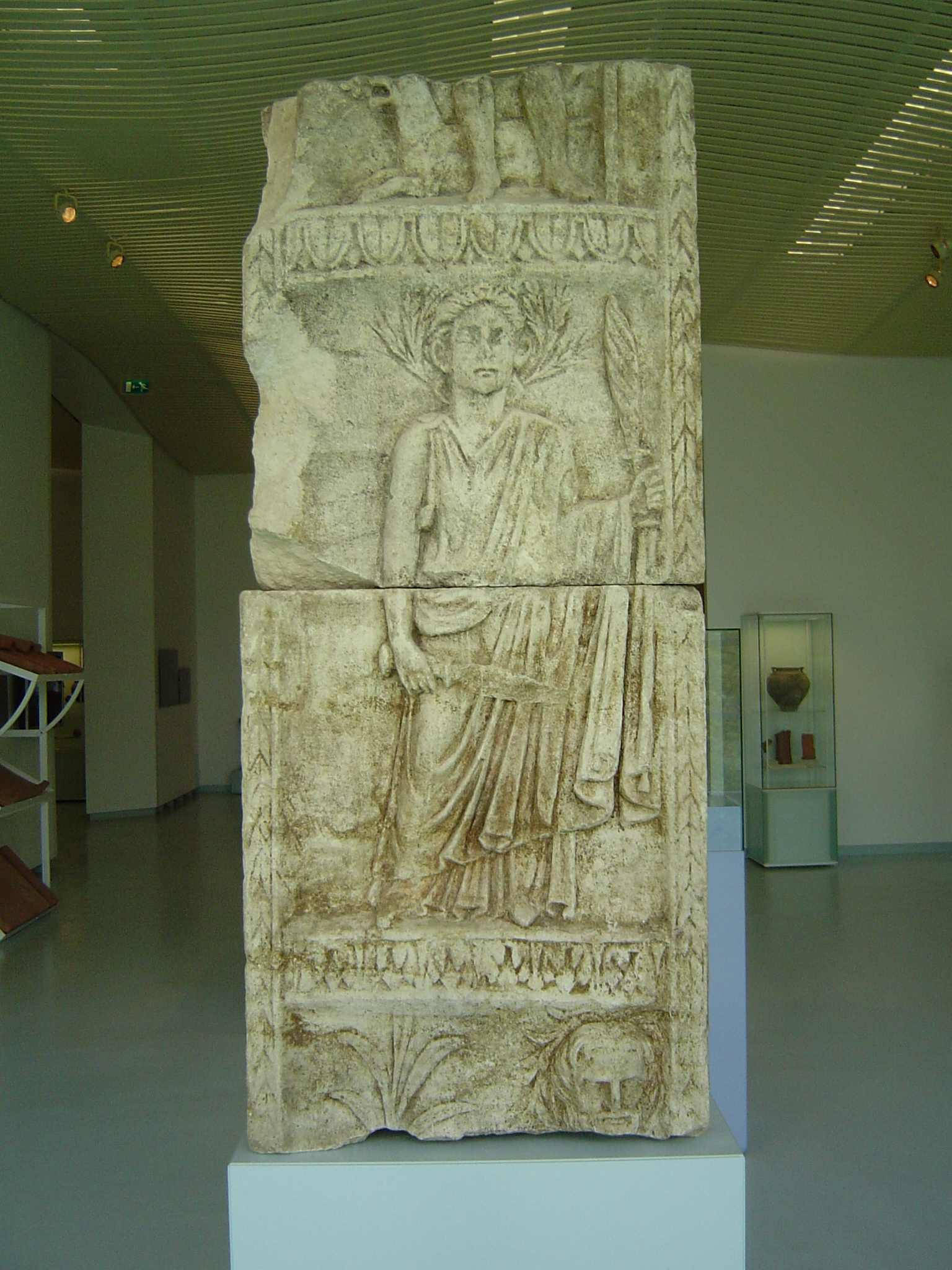
Ceres
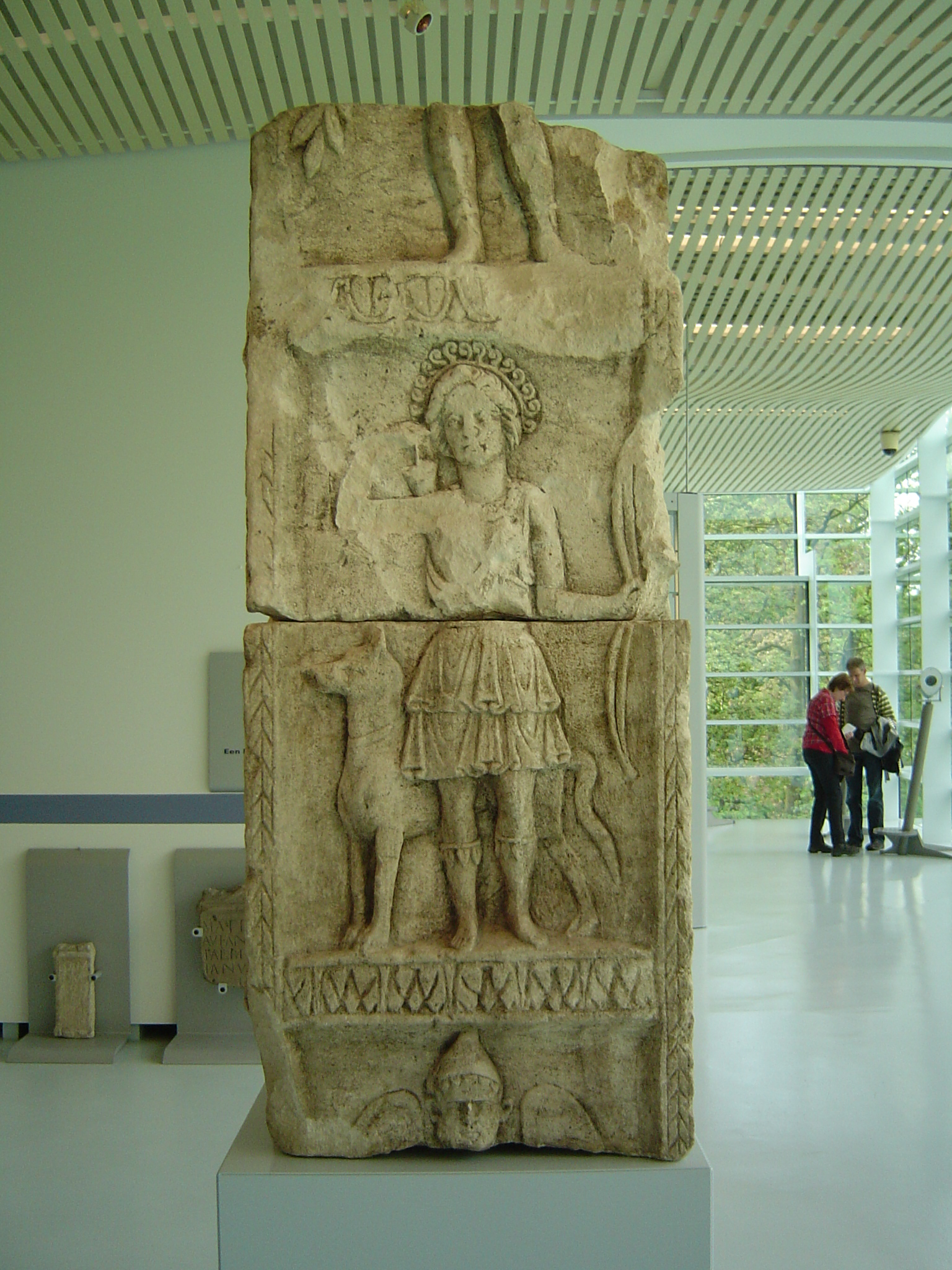
Diana
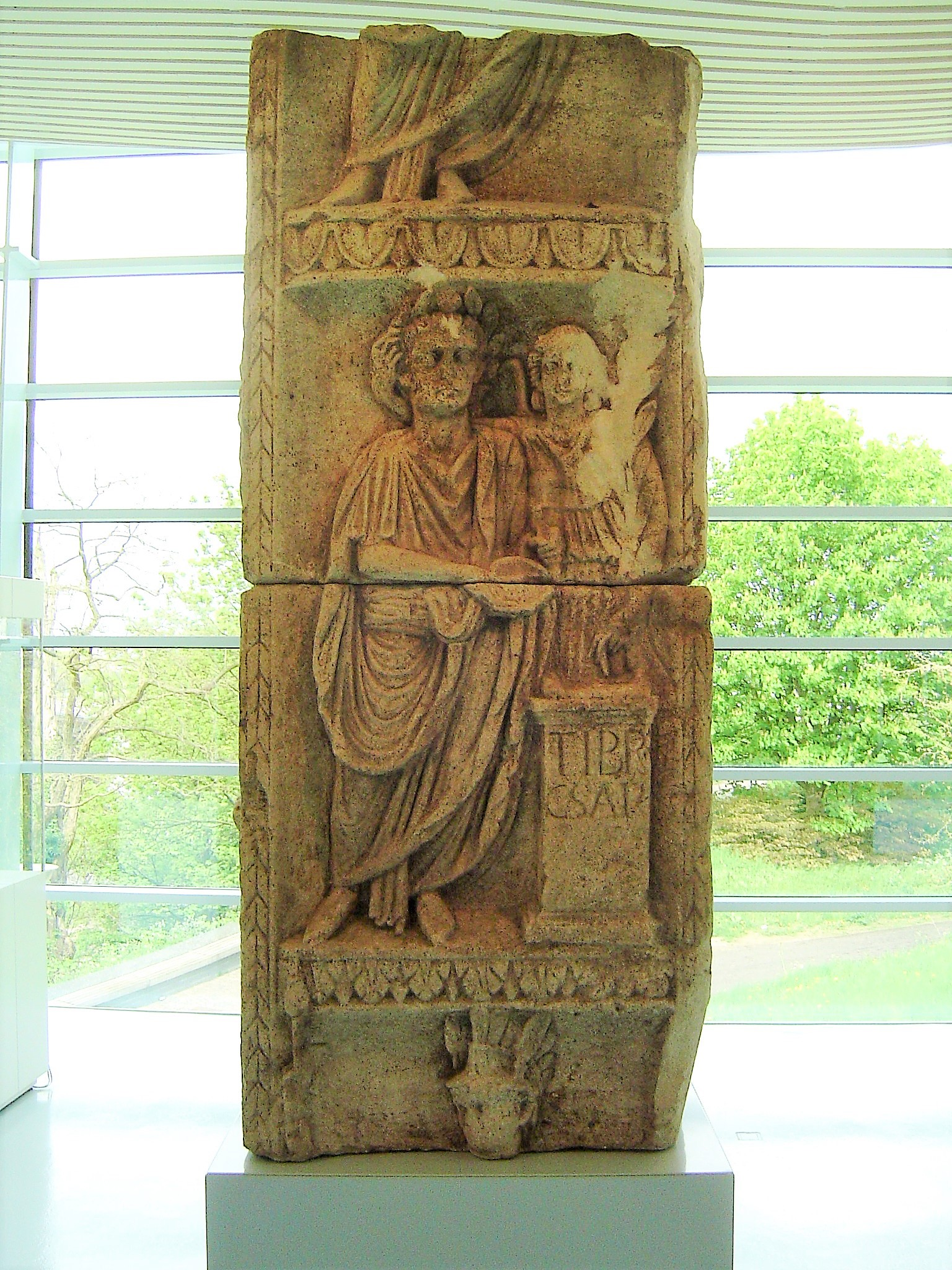
Tiberius met Victoria
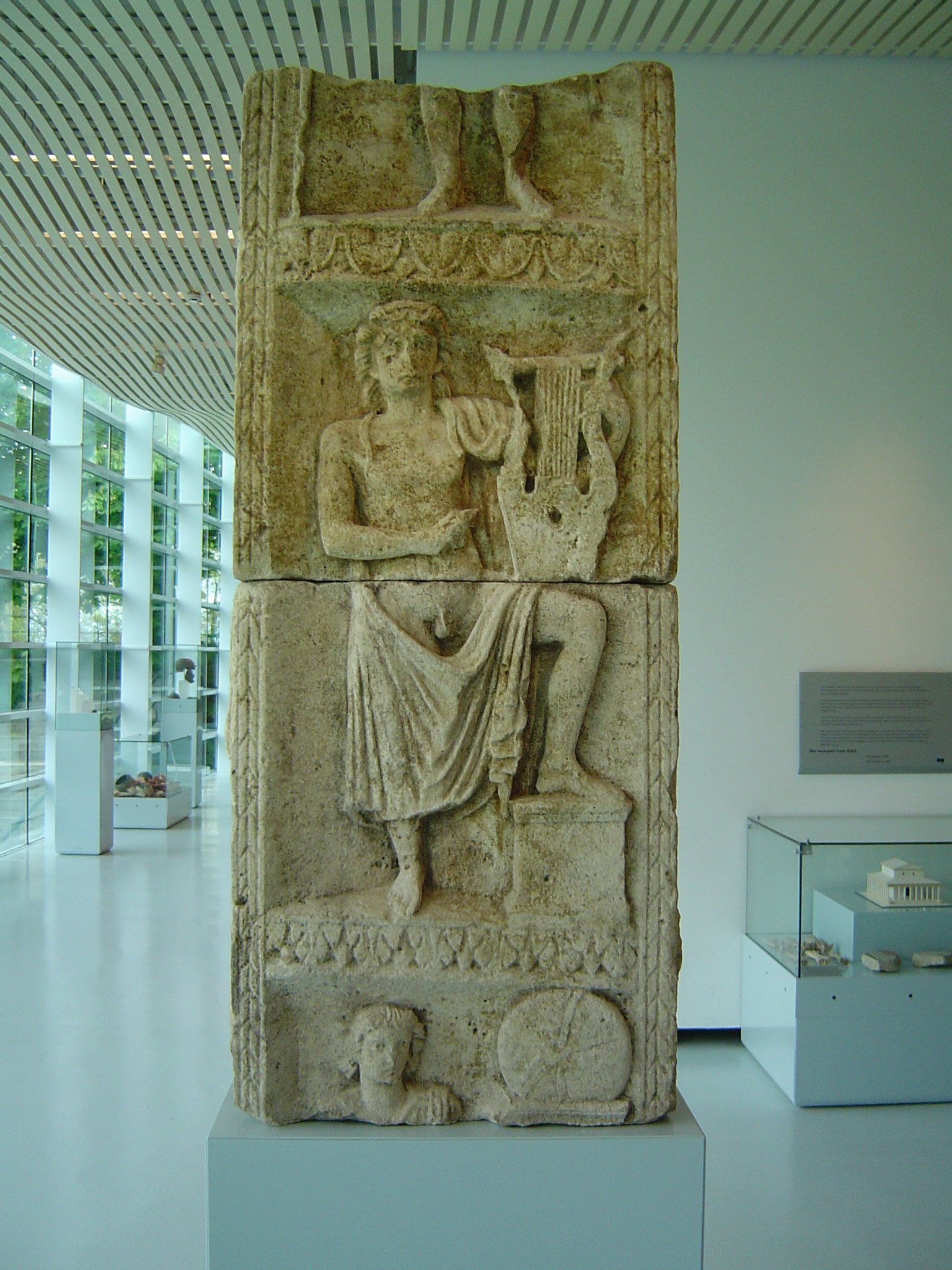
Apollo